# 南亞棱鯷
南亞棱鯷（学名：Thryssa polybranchialis）為輻鰭魚綱鲱形目鳀科的其中一種，分布於印度洋區的印度及斯里蘭卡海域，棲息深度可達50公尺，本魚在後頸的一個明顯的隆起; 在眼的上面邊緣上面的吻尖。 顎骨短, 不完全或正好延伸到鰓蓋的邊緣; 第一個上顎骨細小的, 橢圓形。 在鰓裂的上半部後面的一個黑色斑塊，臀鰭軟條26-28枚，體長可達17公分，棲息在沿海，可做為食用魚。

## 擴展閱讀
維基物種上的相關：南亞棱鯷